# Bourron-Marlotte
Bourron-Marlotte est une commune française située dans le département de Seine-et-Marne, en région Île-de-France.
En 2022, elle compte 2 782 habitants.

## Géographie

### Localisation

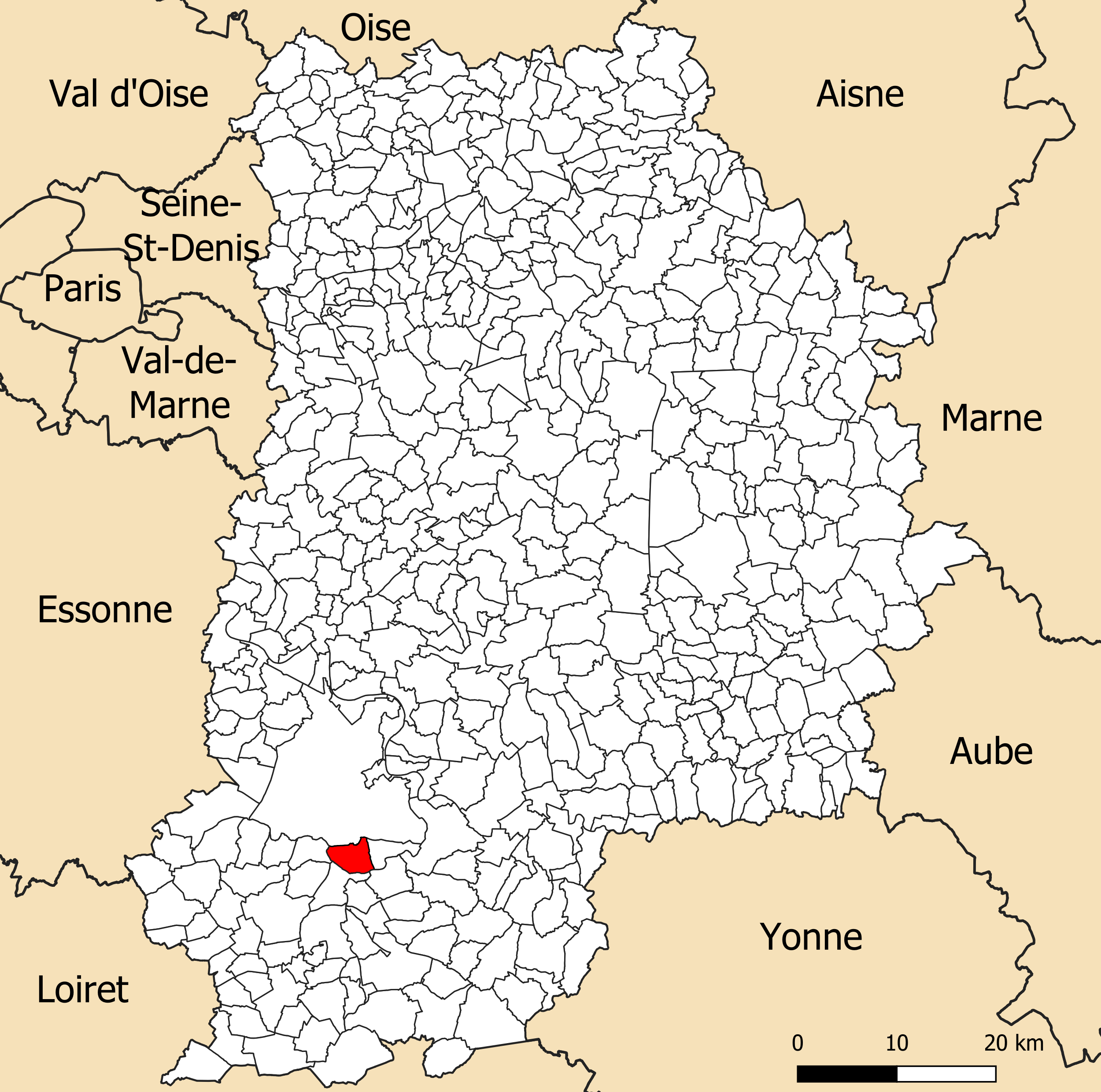
Localisation de la commune dans le département de Seine-et-Marne.

La commune de Bourron-Marlotte se trouve dans le département de Seine-et-Marne, en région Île-de-France. Au sud de la ville de Fontainebleau, elle s'étend entre la forêt de Fontainebleau, au nord, et la rivière le Loing, au sud.
Elle se situe à 25,17 km par la route de Melun, préfecture du département et à 8,66 km de Fontainebleau, sous-préfecture. La commune fait en outre partie du bassin de vie de Nemours.

### Communes limitrophes

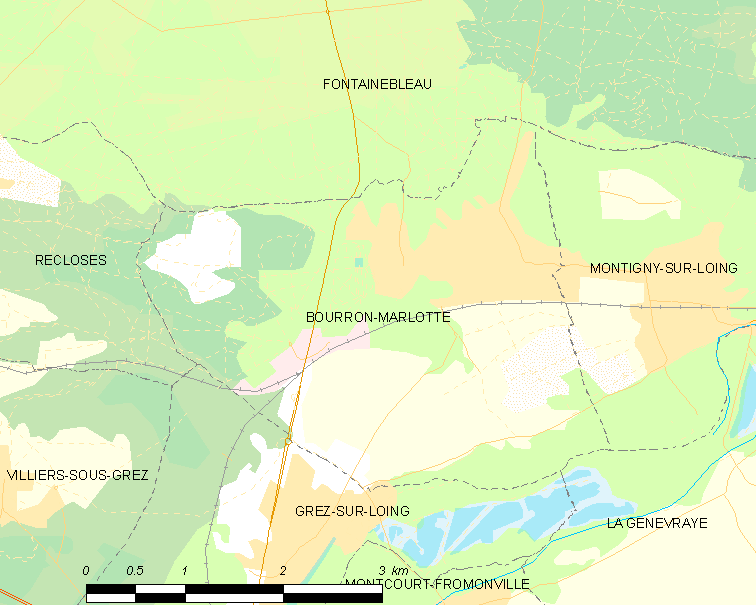
Carte des communes limitrophes de Bourron-Marlotte.

Les communes les plus proches sont : 
Montigny-sur-Loing (2,6 km), Grez-sur-Loing (3,2 km), La Genevraye (3,7 km), Montcourt-Fromonville (4,0 km), Recloses (4,9 km), Villiers-sous-Grez (5,0 km), Épisy (5,8 km), Veneux-les-Sablons (7,5 km).
|                | Fontainebleau    |                    |
| Recloses       | Bourron-Marlotte | Montigny-sur-Loing |
| Grez-sur-Loing |                  | La Genevraye       |

### Géologie et relief
L'altitude de la commune varie de 70 mètres à 123 mètres pour le point le plus haut, le centre du bourg se situant à environ 76 mètres d'altitude (mairie). Elle est classée en zone de sismicité 1, correspondant à une sismicité très faible.
Géologiquement intégré au bassin parisien, qui est une région géologique sédimentaire, l'ensemble des terrains affleurants de la commune sont issus de l'ère géologique Cénozoïque (des périodes géologiques s'étageant du Paléogène au Quaternaire),.

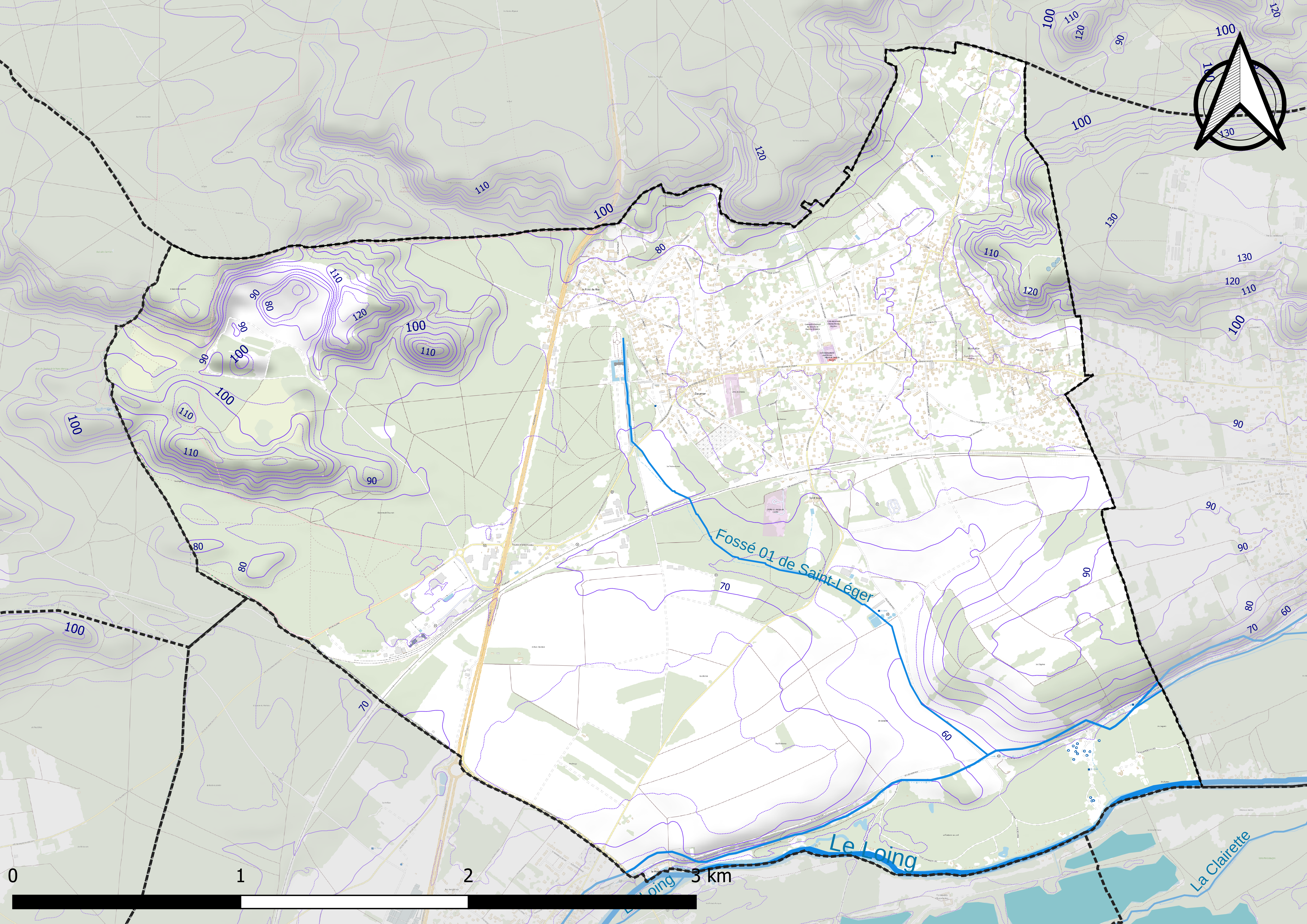
Carte du relief de Bourron-Marlotte.
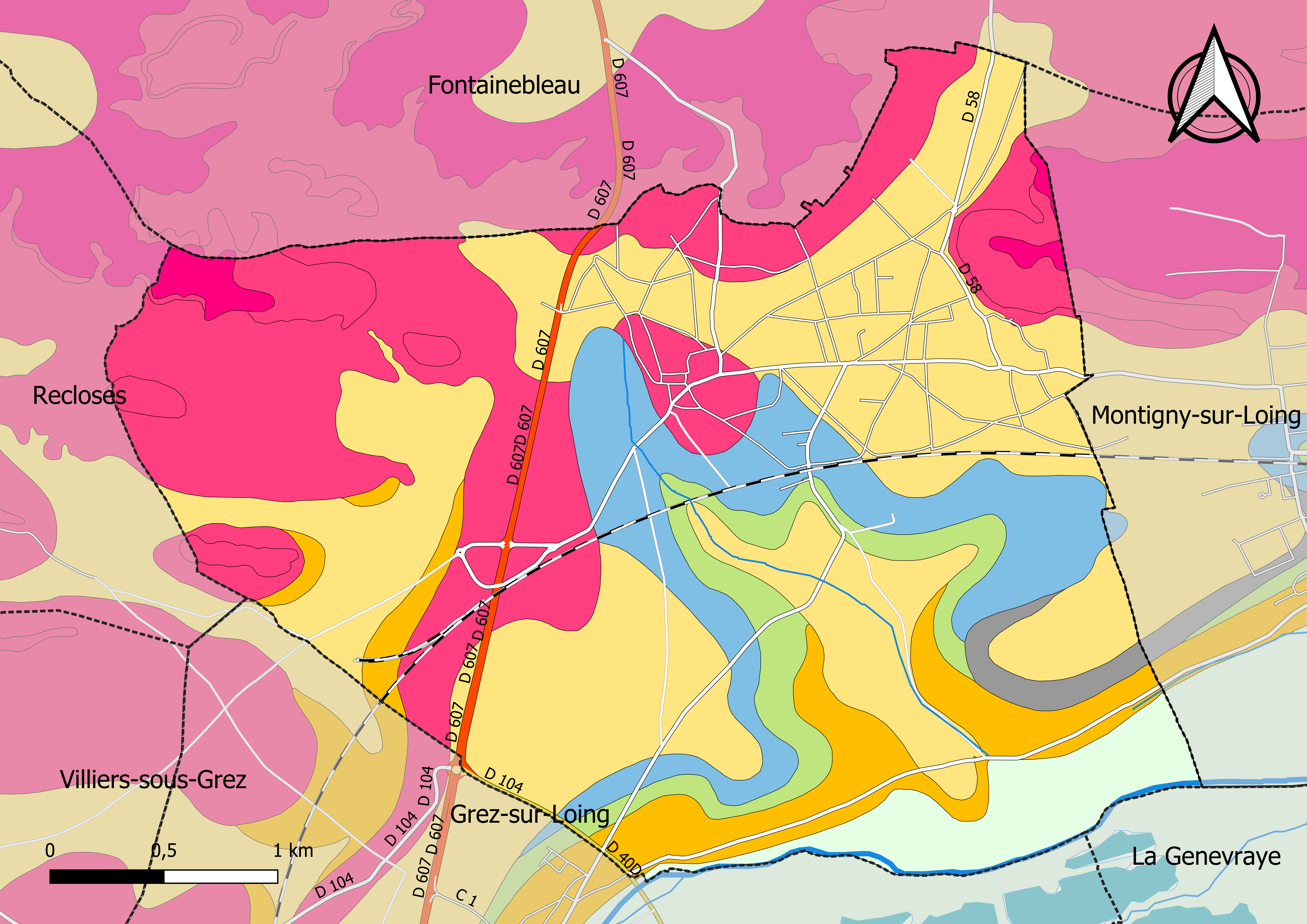
Carte géologique vectorisée et harmonisée de Bourron-Marlotte.

|  | LP : | Limon des plateaux de composition argilo-marneuse.                                |
|  | Fz : | Alluvions récentes : limons, argiles, sables, tourbes localement.                 |
|  | Fw : | Alluvions anciennes de haute terrasse (terrasse de 20–30 m) : sables et graviers. |

|  | g1CE : | Calcaire d'Étampes, meulières, marnes, calcaires du Gâtinais.                                        |
|  | g1GF : | Grès de Fontainebleau en place ou remaniés (grésification quaternaire de sables stampiens dunaires). |
|  | g1SF : | Sables de Fontainebleau, accessoirement grès en place ou peu remanié (versant).                      |
|  | g1CB : | Calcaire de Brie stampien et meulières plio-quaternaire indifférenciées.                             |
|  | g1AR : | Argile verte, Glaises à Cyrènes et/ou Marnes vertes et blanches (Argile verte de Romainville).       |

|  | e7C : | Calcaire de Champigny, Calcaire de Château-Landon, Marnes de Nemours. |

### Hydrographie

#### Réseau hydrographique

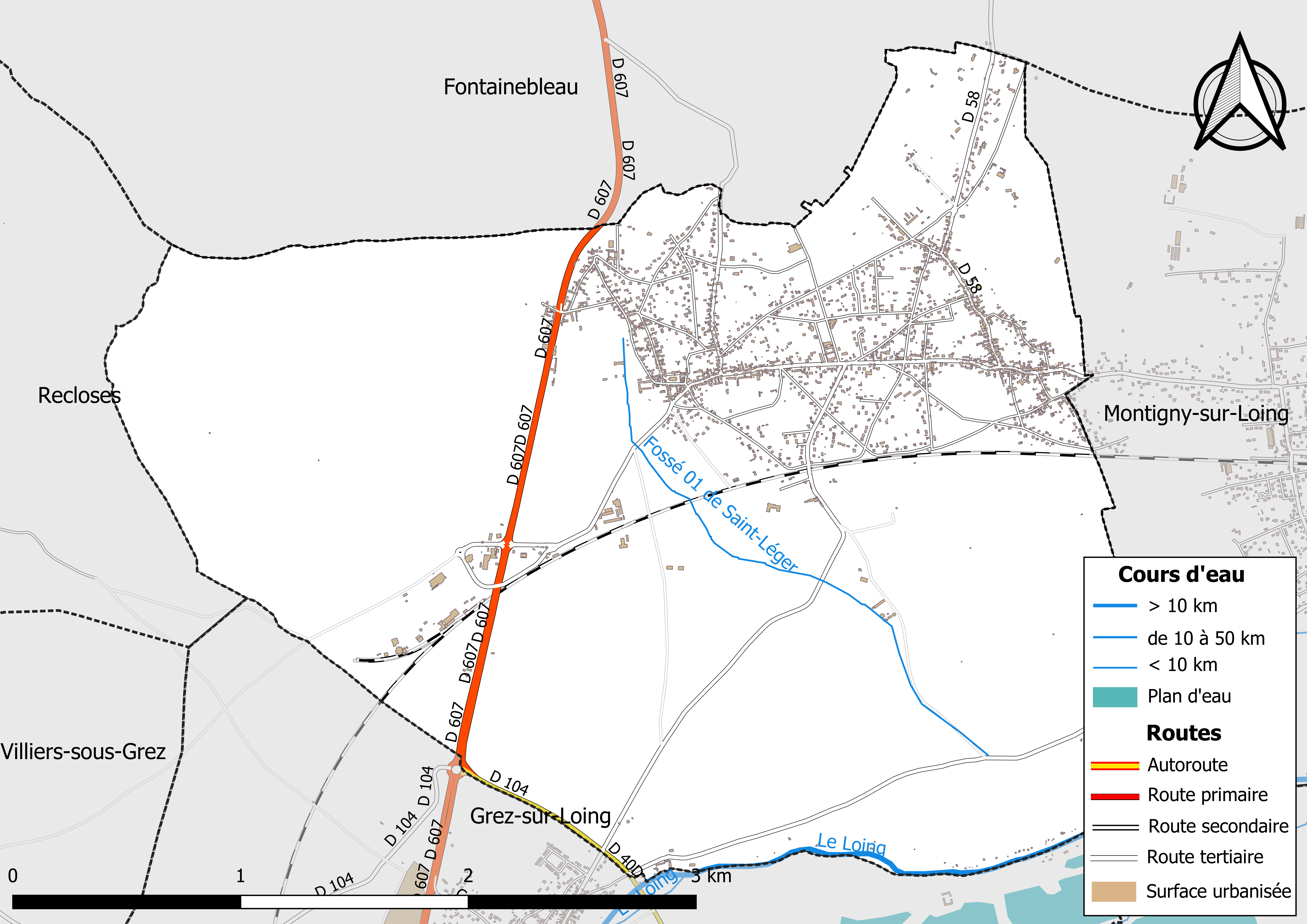
Carte des réseaux hydrographique et routier de Bourron-Marlotte.

Le réseau hydrographique de la commune se compose de deux cours d'eau référencés :
- la rivière le Loing, longue de 142,73 km[9], affluent en rive gauche de la Seine ;
- le fossé 01 de Saint-Léger, 2,72 km[10].

Par ailleurs, son territoire est également traversé par l’aqueduc du Loing et, par un bras secondaire de 1,73 km.
La longueur totale des cours d'eau sur la commune est de 6,85 km.

#### Gestion des cours d'eau
Afin d’atteindre le bon état des eaux imposé par la Directive-cadre sur l'eau du 23 octobre 2000, plusieurs outils de gestion intégrée s’articulent à différentes échelles : le SDAGE, à l’échelle du bassin hydrographique, et le SAGE, à l’échelle locale. Ce dernier fixe les objectifs généraux d’utilisation, de mise en valeur et de protection quantitative et qualitative des ressources en eau superficielle et souterraine. Le département de Seine-et-Marne est couvert par six SAGE, au sein du bassin Seine-Normandie.
La commune fait partie du SAGE « Nappe de Beauce et milieux aquatiques associés », approuvé le 11 juin 2013. Le territoire de ce SAGE couvre deux régions, six départements et compte 681 communes, pour une superficie de 9 722 km2. Le pilotage et l’animation du SAGE sont assurés par le Syndicat mixte du pays Beauce Gâtinais en Pithiverais, qualifié de « structure porteuse ».

### Climat
Pour des articles plus généraux, voir Climat de l'Île-de-France et Climat de Seine-et-Marne.
En 2010, le climat de la commune est de type climat océanique dégradé des plaines du Centre et du Nord, selon une étude du CNRS s'appuyant sur une série de données couvrant la période 1971-2000. En 2020, Météo-France publie une typologie des climats de la France métropolitaine dans laquelle la commune est exposée à un climat océanique altéré et est dans la région climatique Nord-est du bassin Parisien, caractérisée par un ensoleillement médiocre, une pluviométrie moyenne régulièrement répartie au cours de l’année et un hiver froid (3 °C).
Pour la période 1971-2000, la température annuelle moyenne est de 11,1 °C, avec une amplitude thermique annuelle de 15,5 °C. Le cumul annuel moyen de précipitations est de 699 mm, avec 10,7 jours de précipitations en janvier et 7,6 jours en juillet. Pour la période 1991-2020, la température moyenne annuelle observée sur la station météorologique la plus proche, située sur la commune de Fontainebleau à 8 km à vol d'oiseau, est de 11,1 °C et le cumul annuel moyen de précipitations est de 740,1 mm,. Pour l'avenir, les paramètres climatiques de la commune estimés pour 2050 selon différents scénarios d'émission de gaz à effet de serre sont consultables sur un site dédié publié par Météo-France en novembre 2022.

### Milieux naturels et biodiversité

#### Espaces protégés
La protection réglementaire est le mode d’intervention le plus fort pour préserver des espaces naturels remarquables et leur biodiversité associée,.
La réserve de biosphère « Fontainebleau et Gâtinais », créée en 1998 et d'une superficie totale de 150 544 ha, est présente sur la commune. Cette réserve de biosphère, d'une grande biodiversité, comprend trois grands ensembles : une grande moitié ouest à dominante agricole, l’emblématique forêt de Fontainebleau au centre, et le Val de Seine à l’est. La structure de coordination est l'Association de la Réserve de biosphère de Fontainebleau et du Gâtinais, qui comprend un conseil scientifique et un Conseil Education, unique parmi les Réserves de biosphère françaises,,,.

#### Réseau Natura 2000

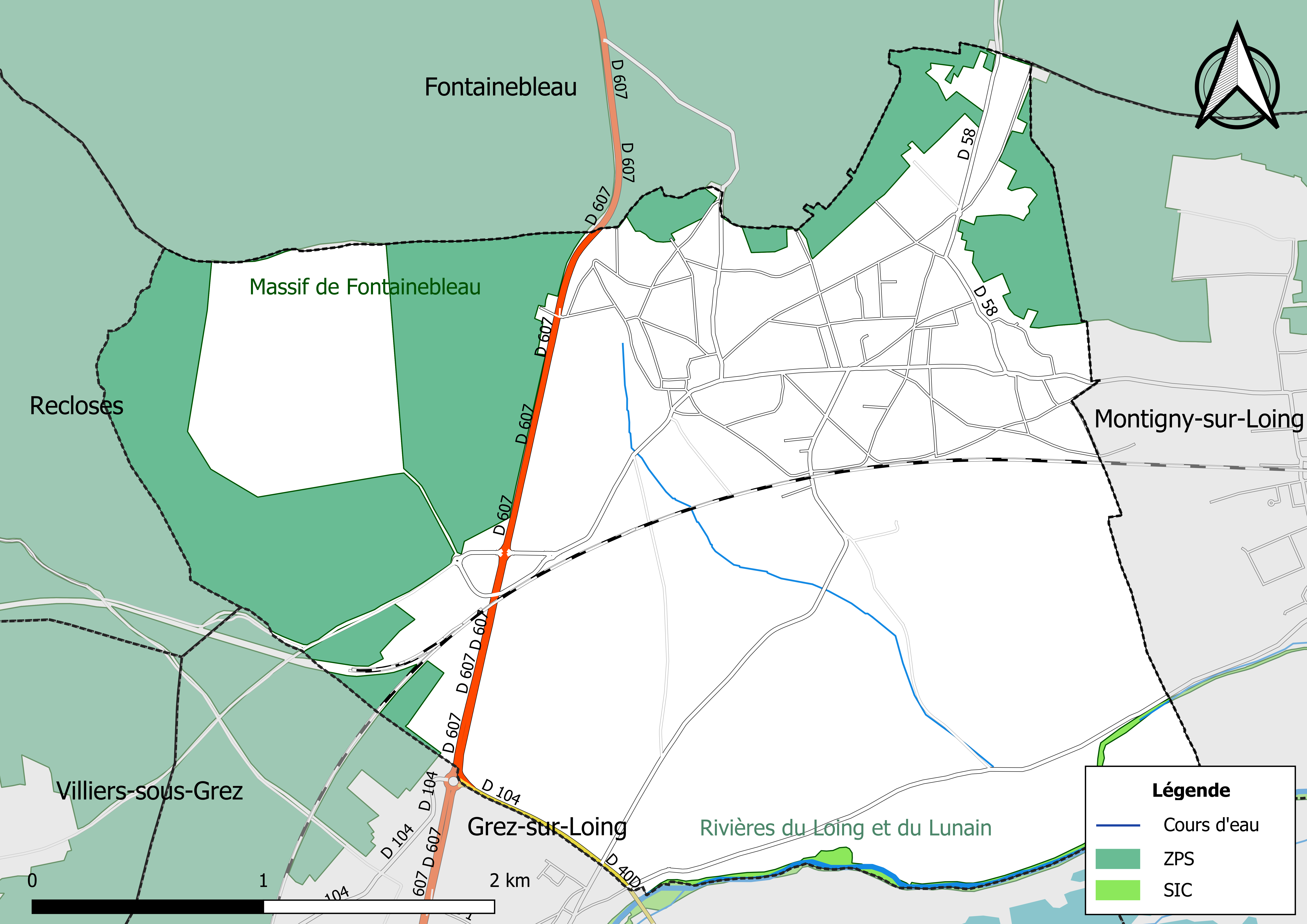
Sites Natura 2000 sur le territoire communal.

Le réseau Natura 2000 est un réseau écologique européen de sites naturels d’intérêt écologique élaboré à partir des Directives « Habitats » et « Oiseaux ». Ce réseau est constitué de Zones spéciales de conservation (ZSC) et de Zones de protection spéciale (ZPS). Dans les zones de ce réseau, les États Membres s'engagent à maintenir dans un état de conservation favorable les types d'habitats et d'espèces concernés, par le biais de mesures réglementaires, administratives ou contractuelles.
Deux sites Natura 2000 ont été définis sur la commune au titre de la « directive Habitats » : 
- le « Massif de Fontainebleau », d'une superficie de 28 063 haCet espace constitue le plus ancien exemple français de protection de la nature. Les alignements de buttes gréseuses alternent avec les vallées sèches. Les conditions de sols, d'humidité et d'expositions sont très variées. La forêt de Fontainebleau est réputée pour sa remarquable biodiversité animale et végétale. Ainsi, elle abrite la faune d'arthropodes la plus riche d'Europe (3 300 espèces de coléoptères, 1 200 de lépidoptères) ainsi qu'une soixantaine d'espèces végétales protégées[31] ;
- les « Rivières du Loing et du Lunain », d'une superficie de 400 ha, deux vallées de qualité remarquable pour la région Île-de-France accueillant des populations piscicoles diversifiées dont le Chabot, la Lamproie de Planer, la Loche de Rivière et la Bouvière[32],[33] ;

un au titre de la « directive Oiseaux » :  
- le « Massif de Fontainebleau », d'une superficie de 28 092 ha[34].

#### Zones naturelles d'intérêt écologique, faunistique et floristique
L’inventaire des zones naturelles d'intérêt écologique, faunistique et floristique (ZNIEFF) a pour objectif de réaliser une couverture des zones les plus intéressantes sur le plan écologique, essentiellement dans la perspective d’améliorer la connaissance du patrimoine naturel national et de fournir aux différents décideurs un outil d’aide à la prise en compte de l’environnement dans l’aménagement du territoire.
Le territoire communal de Bourron-Marlotte comprend deux ZNIEFF de type 1,, 
les « Coteau des Evangiles et bois des Clapiers » (24,73 ha), couvrant 2 communes du département ;
et le « Massif de Fontainebleau » (20 711,14 ha), couvrant 18 communes dont 17 en Seine-et-Marne et 1 dans l'Essonne
et un ZNIEFF de type 2,, 
la « vallée du Loing entre Moret et Saint-Pierre-Lès-Nemours » (1 749,77 ha), couvrant 13 communes du département.

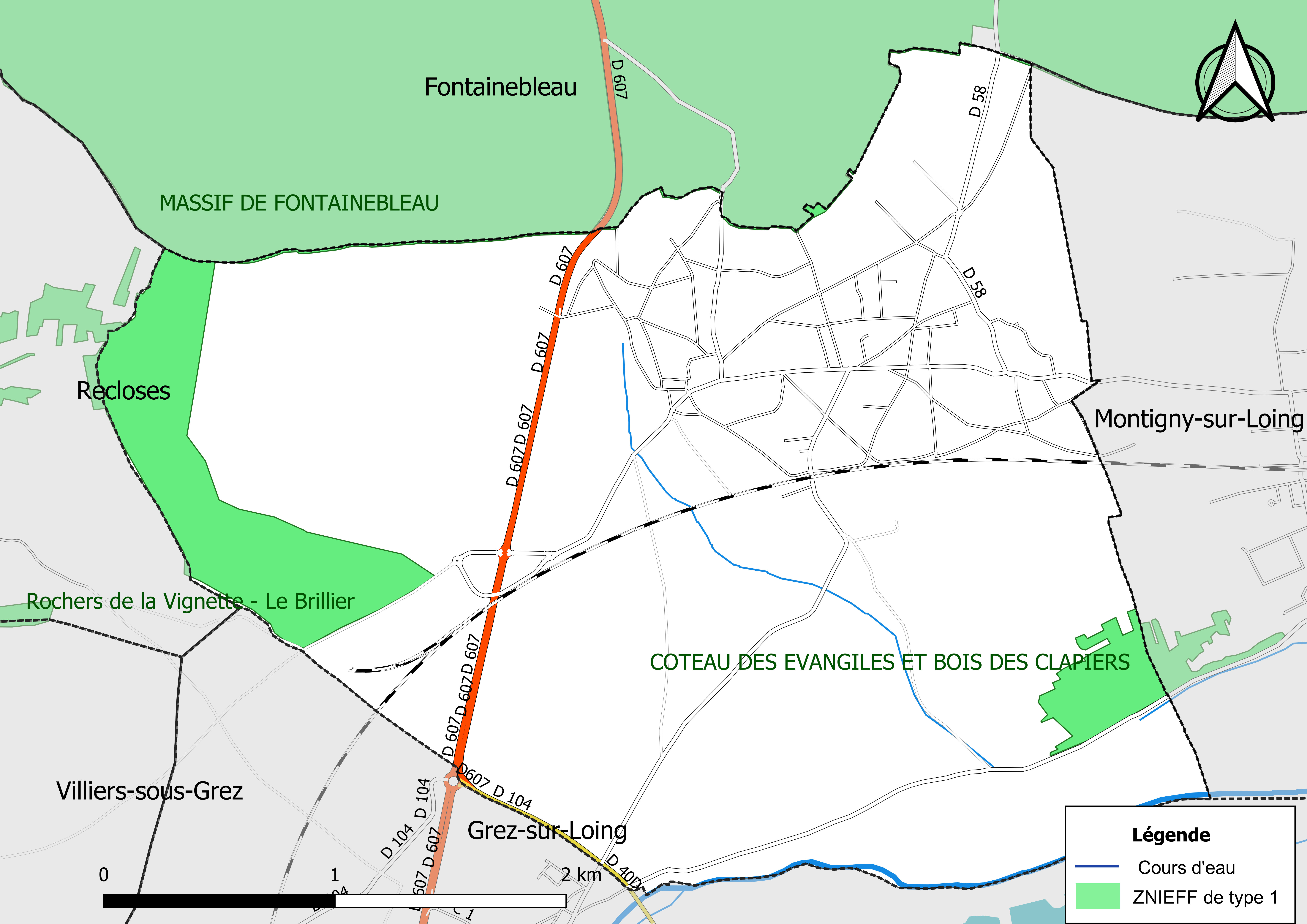
Carte des ZNIEFF de type 1 de la commune.
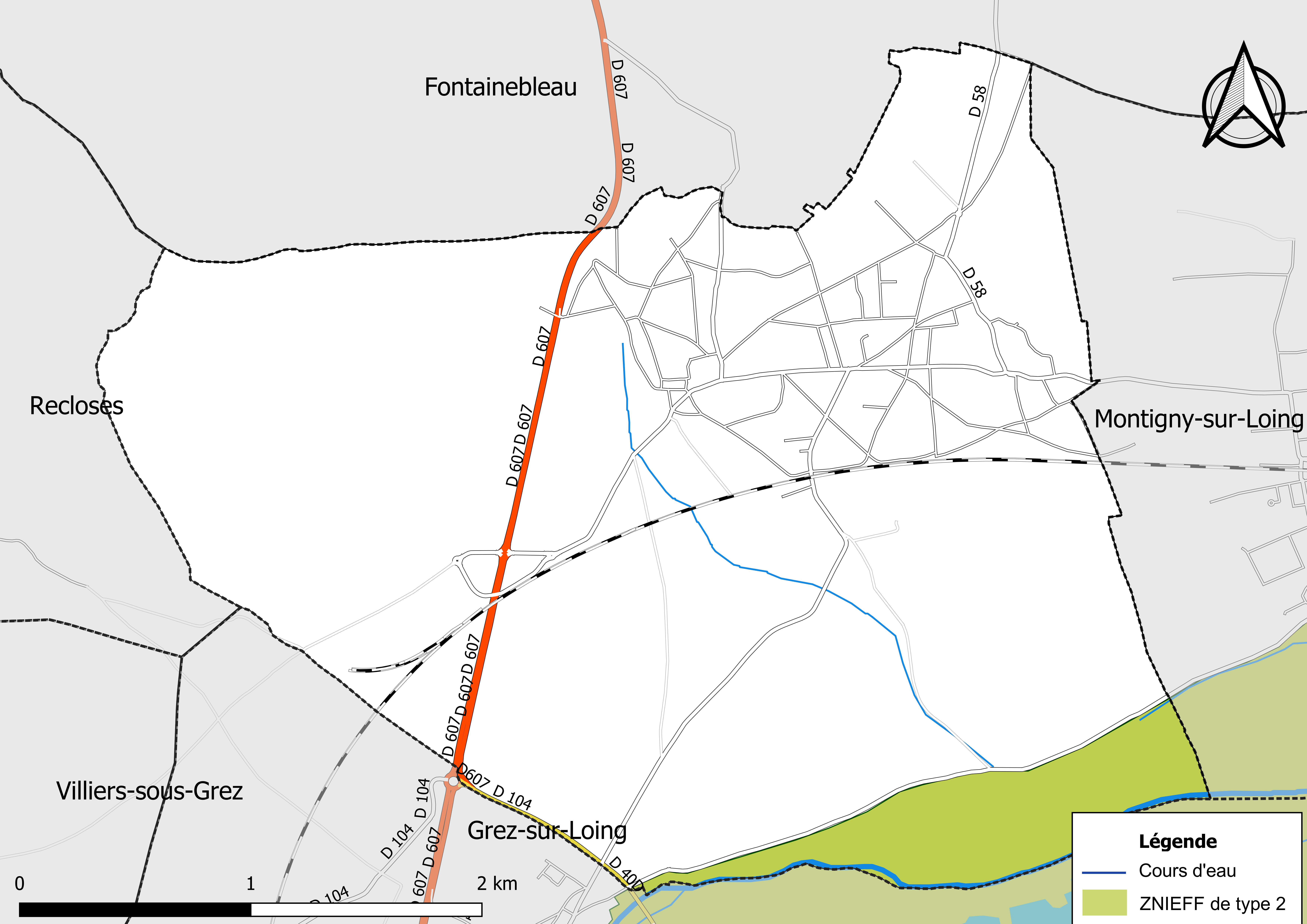
Carte des ZNIEFF de type 2 de la commune.

## Urbanisme

### Typologie
Au 1er janvier 2024, Bourron-Marlotte est catégorisée bourg rural, selon la nouvelle grille communale de densité à sept niveaux définie par l'Insee en 2022.
Elle appartient à l'unité urbaine de Bourron-Marlotte, une agglomération intra-départementale regroupant deux  communes, dont elle est ville-centre,,. Par ailleurs la commune fait partie de l'aire d'attraction de Paris, dont elle est une commune de la couronne,. Cette aire regroupe 1 929 communes,.

### Occupation des sols
L'occupation des sols de la commune, telle qu'elle ressort de la base de données européenne d’occupation biophysique des sols Corine Land Cover (CLC), est marquée par l'importance des forêts et milieux semi-naturels (44,7 % en 2018), en diminution par rapport à 1990 (46 %). La répartition détaillée en 2018 est la suivante : 
forêts (44,67 %), 
terres arables (25,01 %), 
zones urbanisées (17,72 %), 
zones agricoles hétérogènes (4,20 %), 
mines, décharges et chantiers (3,22 %), 
zones industrielles ou commerciales et réseaux de communication (2,91 %), 
prairies (2,26 %).
| Type d’occupation | 1990      | 1990    | 2018      | 2018    | Bilan     |
| --- | --------- | ------- | --------- | ------- | --------- |
| Territoires artificialisés (zones urbanisées, zones industrielles ou commerciales et réseaux de communication, mines, décharges et chantiers, espaces verts artificialisés ou non agricoles) | 253,27 ha | 22,50 % | 268,52 ha | 23,86 % | 15,25 ha  |
| Territoires agricoles (terres arables, cultures permanentes, prairies, zones agricoles hétérogènes)                                                                                          | 354,67 ha | 31,51 % | 354,27 ha | 31,48 % | −0,40 ha  |
| Forêts et milieux semi-naturels (forêts, milieux à végétation arbustive et/ou herbacée, espaces ouverts sans ou avec peu de végétation)                                                      | 517,57 ha | 45,99 % | 502,72 ha | 44,67 % | −14,85 ha |

Parallèlement, L'Institut Paris Région, agence d'urbanisme de la région Île-de-France, a mis en place un inventaire numérique de l'occupation du sol de l'Île-de-France, dénommé le MOS (Mode d'occupation du sol), actualisé régulièrement depuis sa première édition en 1982. Réalisé à partir de photos aériennes, le Mos distingue les espaces naturels, agricoles et forestiers mais aussi les espaces urbains (habitat, infrastructures, équipements, activités économiques, etc.) selon une classification pouvant aller jusqu'à 81 postes, différente de celle de Corine Land Cover,,. L'Institut met également à disposition des outils permettant de visualiser par photo aérienne l'évolution de l'occupation des sols de la commune entre 1949 et 2018.

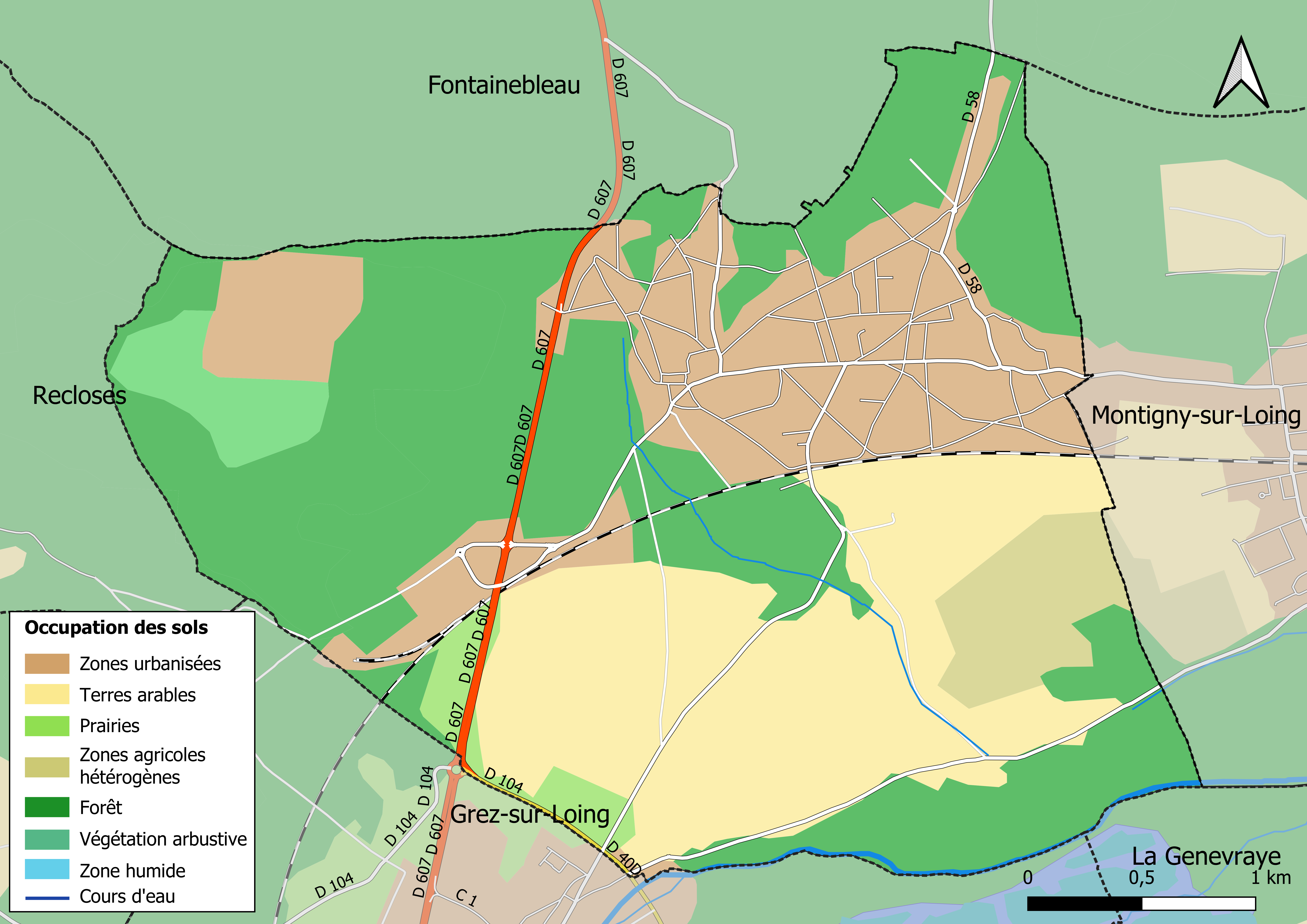
Carte des infrastructures et de l'occupation des sols en 2018 (CLC) de la commune.
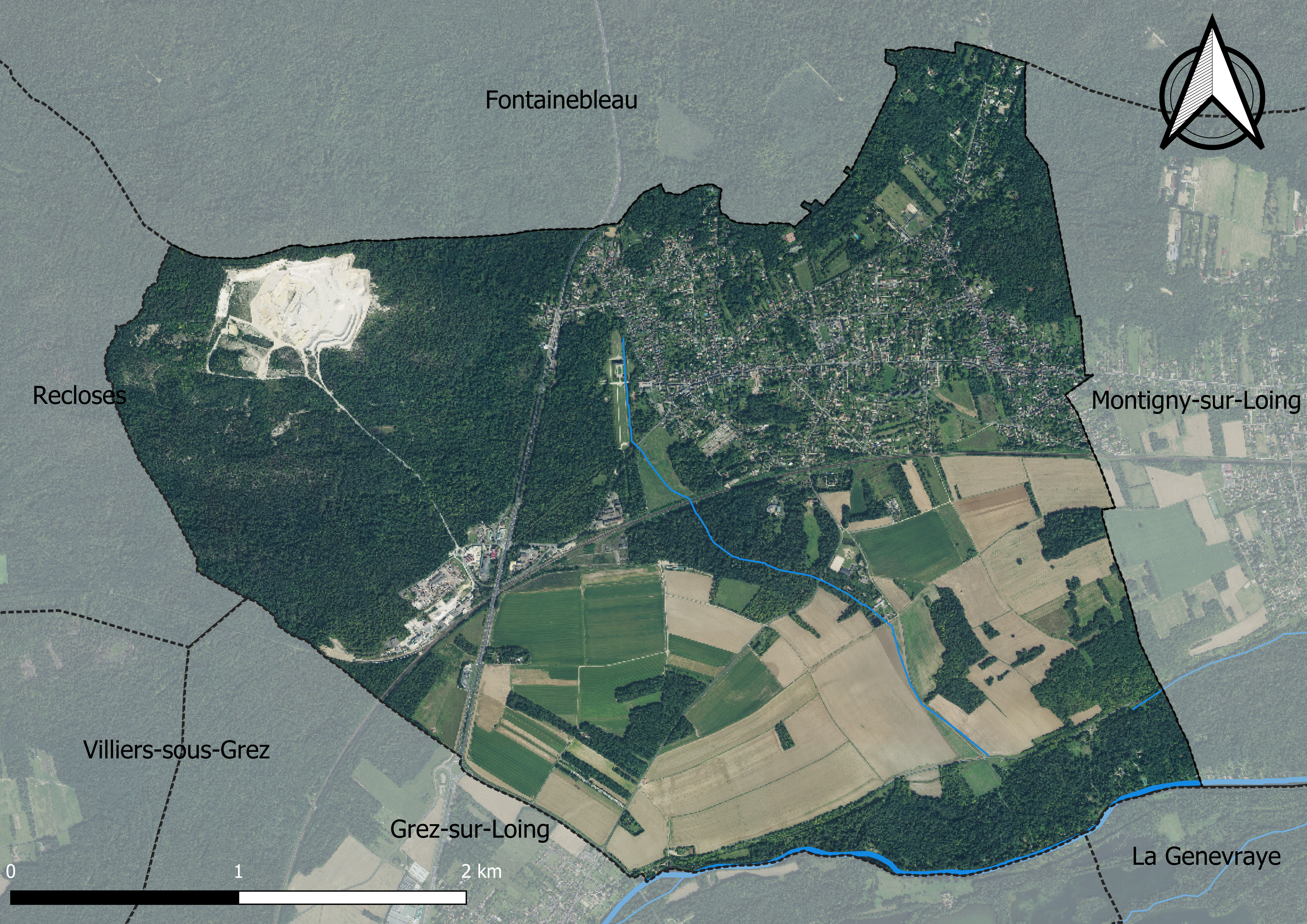
Carte orhophotogrammétrique de la commune.

### Planification
La loi SRU du 13 décembre 2000 a incité les communes à se regrouper au sein d’un établissement public, pour déterminer les partis d’aménagement de l’espace au sein d’un SCoT, un document d’orientation stratégique des politiques publiques à une grande échelle et à un horizon de 20 ans et s'imposant aux documents d'urbanisme locaux, les PLU (Plan local d'urbanisme). La commune est dans le territoire du SCOT Fontainebleau et sa région, approuvé le 26 mai 2013 et porté par le syndicat mixte d’études et de programmation (SMEP) de Fontainebleau et sa région.
La commune disposait en 2019 d'un plan local d'urbanisme approuvé. Le zonage réglementaire et le règlement associé peuvent être consultés sur le géoportail de l'urbanisme.

### Lieux-dits et écarts

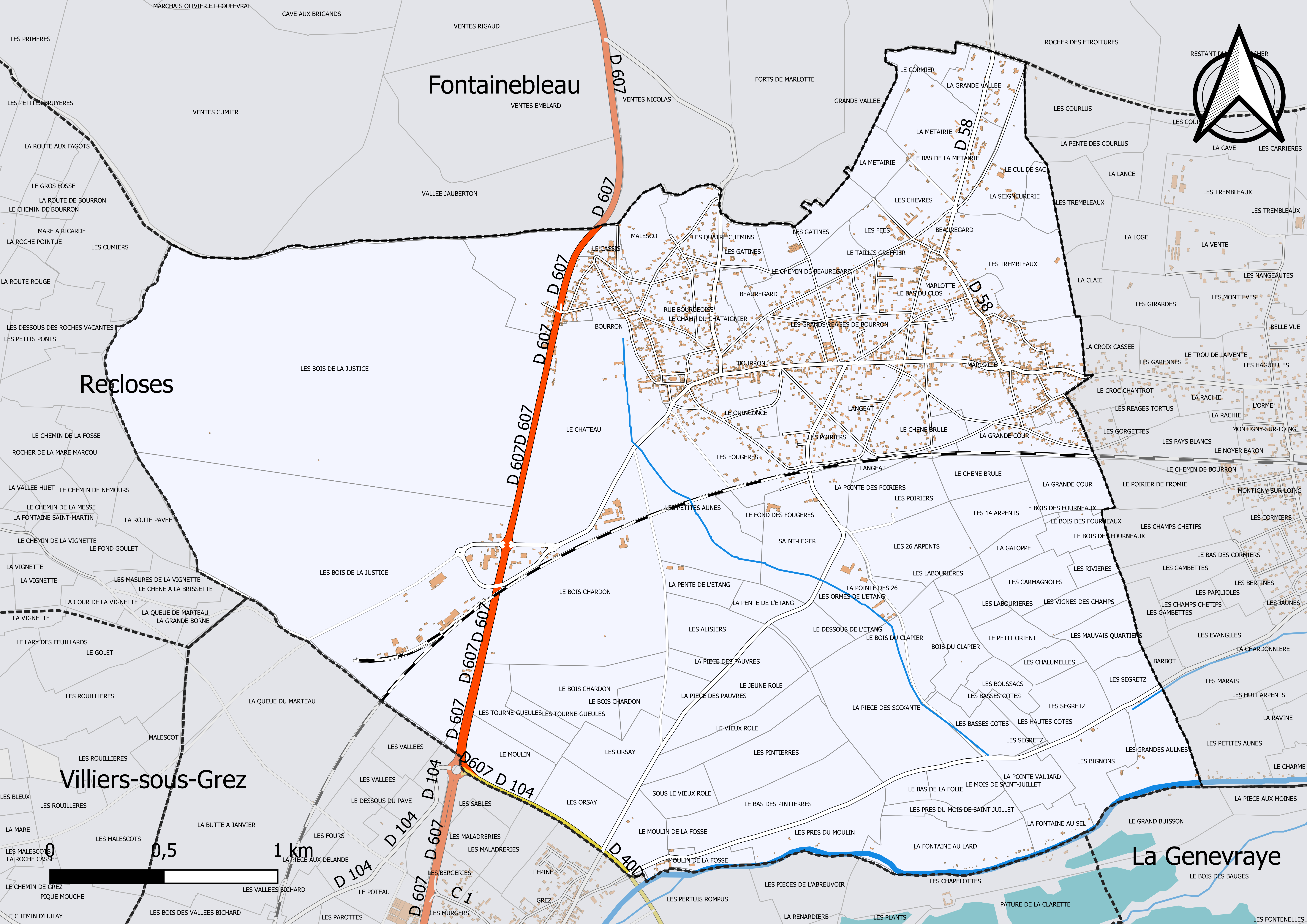
Carte du cadastre de la commune de Bourron-Marlotte.

La commune compte 77 lieux-dits administratifs répertoriés consultables ici dont Pavé du Roy (source : le fichier Fantoir).

### Logement
En 2016, le nombre total de logements dans la commune était de 1 376 dont 87,3 % de maisons et 12,4 % d’appartements.
Parmi ces logements, 82,6 % étaient des résidences principales, 10,1 % des résidences secondaires et 7,3 % des logements vacants.
La part des ménages propriétaires de leur résidence principale s’élevait à 74,5 % contre 22,9 % de locataires, dont 5,6 % de logements HLM loués vides (logements sociaux) et 2,6 % logés gratuitement.

### Voies de communication et transports

#### Voies de communication
La ligne de chemin de fer de Moret - Veneux-les-Sablons à Lyon-Perrache traverse le territoire de la commune de l'est au sud-ouest.
Plusieurs routes départementales relient Bourron-Marlotte aux communes voisines :
- la D 58, à Fontainebleau, au nord ; à Montigny-sur-Loing, à l'est ;
- la D 607 (l'ancienne route nationale 7), à Fontainebleau, au nord ; à Grez-sur-Loing, au sud.

#### Transports

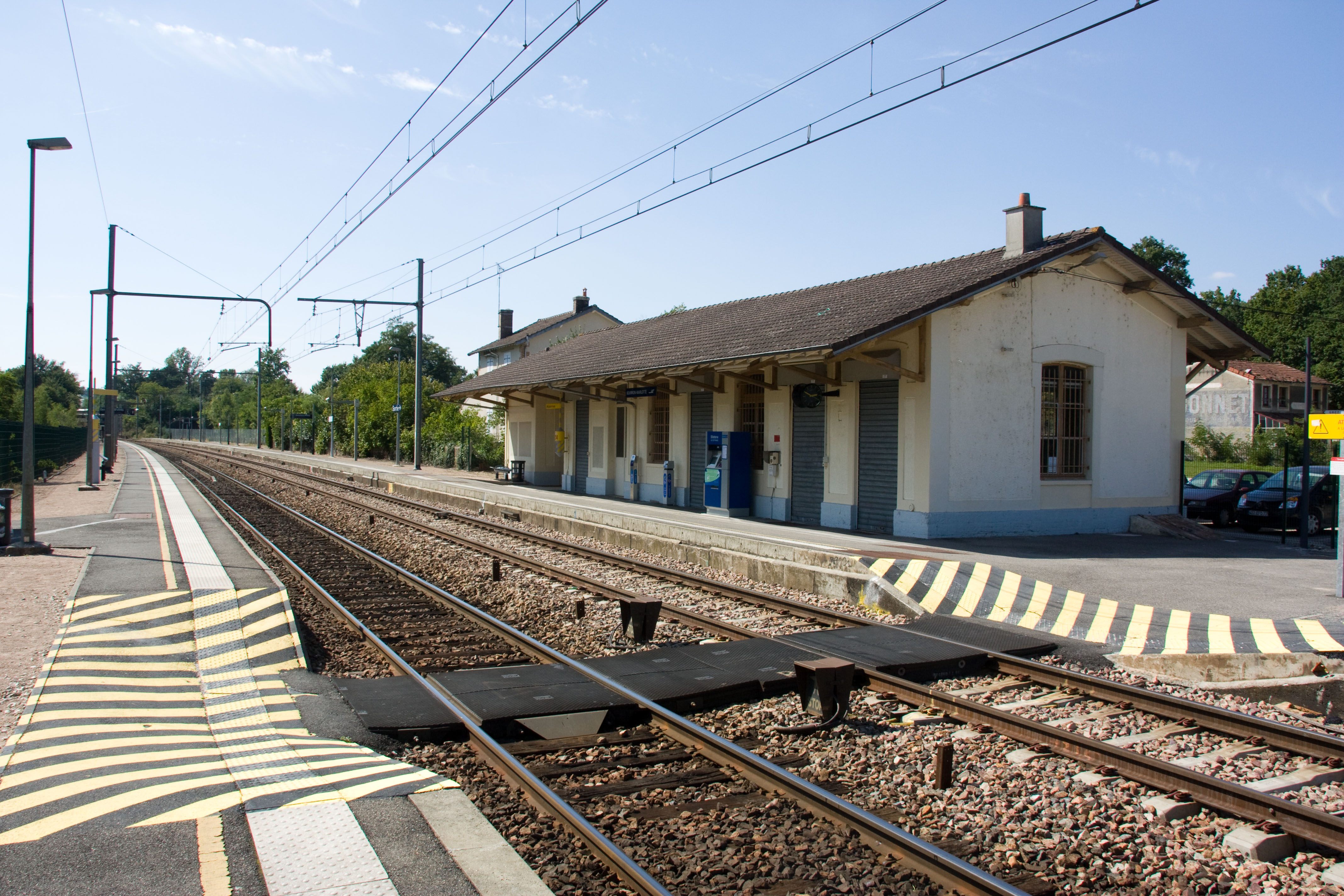
La gare de Bourron-Marlotte.

La commune dispose d'une gare, la gare de Bourron-Marlotte - Grez, desservie par les trains de la ligne R du réseau Transilien qui effectuent les liaisons Paris - Montargis.
Montigny-sur-Loing est desservie par six lignes du réseau de bus Vallée du Loing - Nemours :
- la ligne 34, qui relie Château-Landon à Melun ;
- la ligne 7A, qui relie Saint-Pierre-lès-Nemours à Fontainebleau ;
- la ligne 7B, qui relie Nemours à Avon ;
- la ligne 7D, qui relie Montigny-sur-Loing à Nemours ;
- la ligne 17A, qui relie Nemours à Héricy ;
- la ligne 18B, qui relie Saint-Pierre-lès-Nemours à Montereau-Fault-Yonne.

## Toponymie

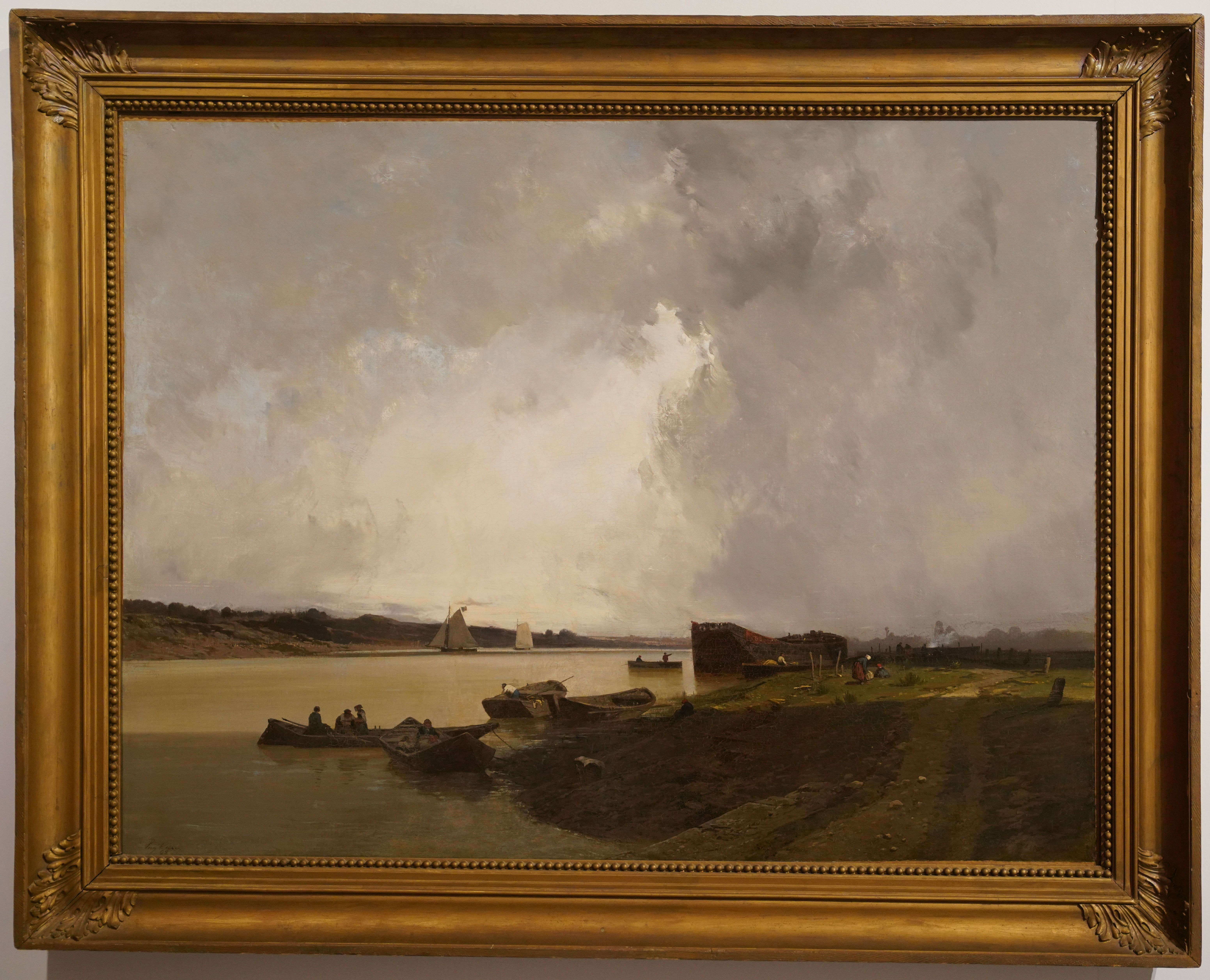
Tableau représentant Bourron-Marlotte.

En 1919, le nom de la commune changea de Bourron en Bourron-Marlotte, afin de symboliser l'union des deux villages, traduisant une situation de fait existant depuis longtemps. Marlotte faisait déjà auparavant partie de la paroisse, puis de la commune de Bourron,.
Le nom de la localité est mentionné sous les formes Borovilla en 1163, ; Berevilla en 1167, ; Busrum au XIIe siècle, ; Borron en 1228, ; Bourrum au XIIIe siècle, ; Borrum in Bieria en 1299, ; Byrone en 1331, ; Bourrum au XIVe siècle ; « La forteresse de Bourron en Gastinois close de murs et de fossez à eaues », 1403, ; Bourron en Gastinoys en 1469, ; Bouron près Fontainebleau en 1669, ; Bourron-Marlotte en 1919,.
Marlotte, signalé pour la première fois en 1308, n'était jadis qu'un hameau, un « écart » de Bourron.

L'origine du nom de Marlotte présente plusieurs hypothèses : « marle » (pour marne, argile) ; « marlot », « merlot » (petit merle) ; la plus vraisemblable serait une déformation du bas-latin materiola (espace boisé)[source insuffisante], (espace forestier pour l'exploitation du bois de construction).

## Histoire

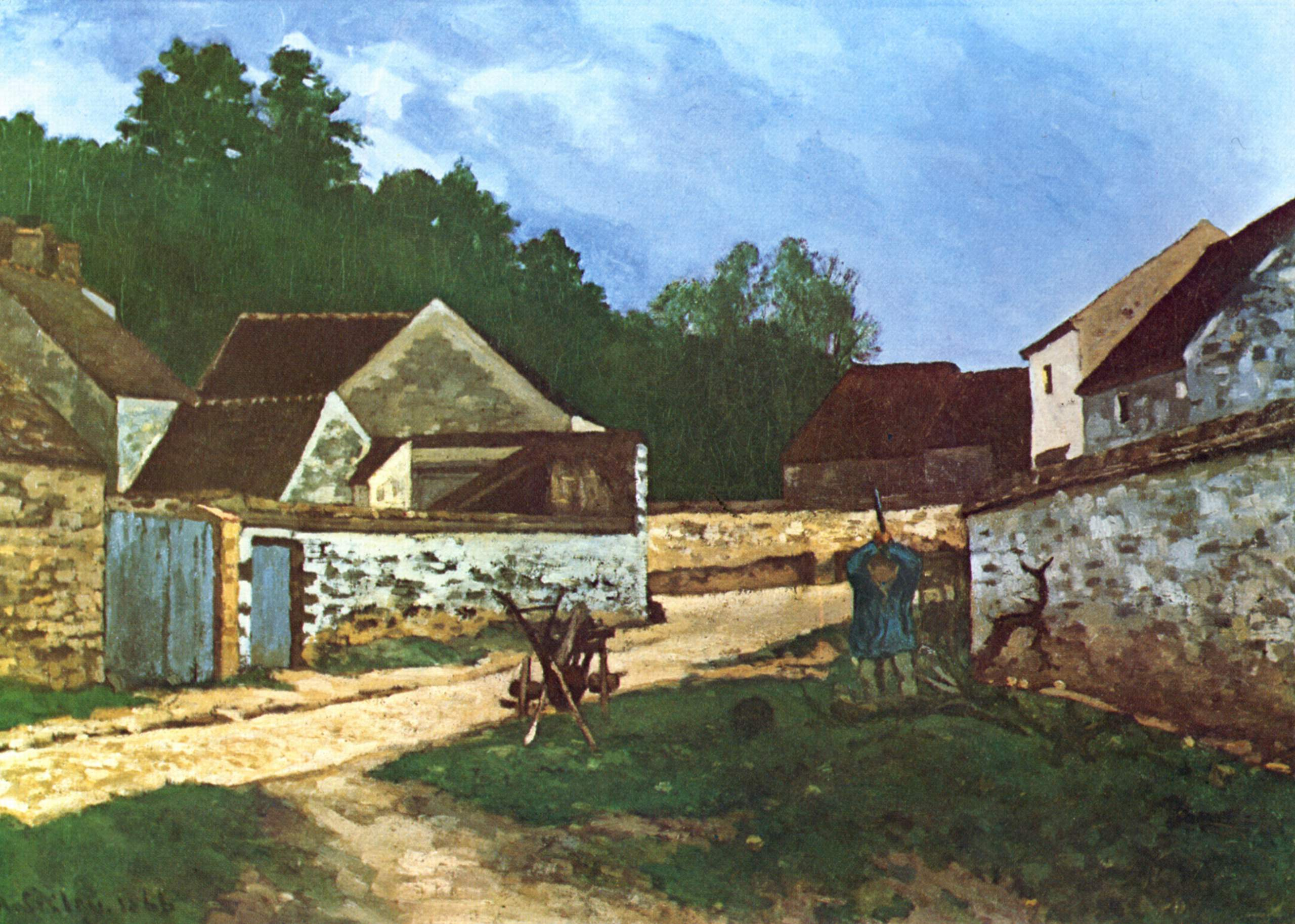
Rue de village à Marlotte, près de Fontainebleau
Alfred Sisley, 1866
Galerie d'art Albright-Knox.

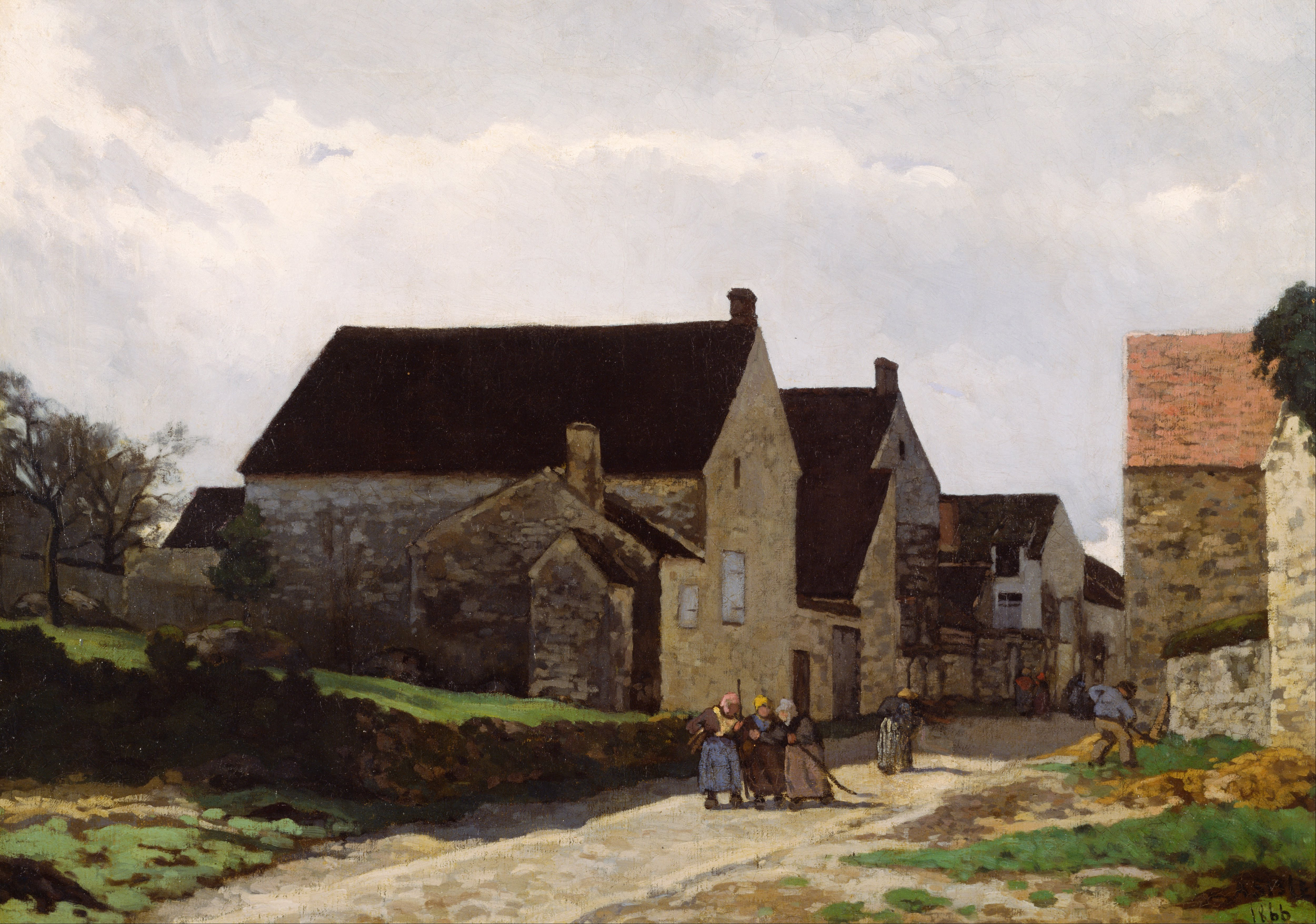
Femmes allant au bois, paysage
Alfred Sisley, 1866
Musée Artizon.

Le site semble avoir été occupé[évasif] depuis la préhistoire. Des traces de présence humaine telles des gravures rupestres d'hommes et de cervidés ont été découvertes à la Vignette, site archéologique situé entre Recloses et Bourron, aujourd'hui délaissé. Un outillage de grès taillé, des débris de poteries néolithiques dont le fameux vase de Bourron, datant d'environ 4000 ans av. J.-C., sont exposés au musée de la Préhistoire de Nemours.
Des fondations de murs en brique, des pièces à l'effigie d'empereurs romains, de petits outils de fer ou de bronze, des débris de poteries sigillées, retrouvés dans le périmètre entre le Pavé du Roy, le château, l’église et les bords du Loing indiquent une implantation romaine. Au Moyen Âge, dès le XIIe siècle, Bourron a son église, sa forteresse féodale bâtie par ses seigneurs, les sires de Bourron (ou de Borron]), fidèles serviteurs des rois capétiens.
En 1234, Berruyer de Bourron accueille en sa demeure le roi Louis IX, futur Saint-Louis, qu'il va escorter jusqu’à Sens où le monarque épousera Marguerite, fille du comte de Provence.
Vers la fin du XVIe siècle, François de Sallard projeta le remplacement de la vétuste forteresse médiévale par un château plus confortable et mieux adapté à l’architecture du temps. Il sera achevé vingt ans plus tard et existe toujours.
Marlotte, signalé pour la première fois en 1308, n'était jadis qu'un hameau, un « écart » de Bourron, à l'égal de Saint-Léger, les Tremblots, le Moulin de la Fosse ou le Coq-Chaintreau.
Au XIXe siècle, Marlotte connut ses heures de gloire, résultant de l'afflux de nombreux peintres attirés par l'authenticité du hameau et sa proximité de la forêt de Fontainebleau constituant un lieu privilégié pour la peinture sur le motif. Alfred Sisley s'y installe en 1865, où il peint deux tableaux du village.
Vers la fin de ce siècle, ce fut au tour de nombreux musiciens, hommes de lettres, céramistes ... d'élire Bourron-Marlotte comme lieu de séjour.

## Politique et administration

### Liste des maires
| Période                                  | Période           | Identité                     | Étiquette | Qualité                        |
| ---------------------------------------- | ----------------- | ---------------------------- | --------- | ------------------------------ |
| Les données manquantes sont à compléter. |                   |                              |           |                                |
| 1892                                     | 1896              | Georges-Emmanuel Tartarat    |           | Peintre                        |
| 1896                                     | 1900              | Pierre Isidore Davoigneau    |           |                                |
| 1900                                     | 1912              | François Alexandre Coutor    |           |                                |
| 1912                                     | 1925              | Charles Augustin Durand      |           |                                |
| 1925                                     | 1935              | Anatole Maroteau             |           |                                |
| 1935                                     | 1944              | Raymond Dupond               |           |                                |
| 1944                                     | 1945              | Auguste Bertelo              |           | Président du comité provisoire |
| mai 1945                                 | 1946 (démission)  | Charles Alexandre Guillory   |           |                                |
| 1946                                     | octobre 1947      | Auguste Bertelo              |           |                                |
| octobre 1947                             | mars 1971         | Louis Arcambal               |           | Boucher                        |
| mars 1971                                | mars 1989         | André Poirier (1916-2001)    |           | Apiculteur                     |
| mars 1989                                | juin 1995         | Jacques Margerie (1924-2018) |           | Directeur d'entreprise         |
| juin 1995                                | août 1998 (décès) | Monique Cucheval (1933-1998) |           |                                |
| août 1998                                | mars 2001         | Jean-Louis Dupays            |           |                                |
| mars 2001                                | mars 2008         | Colette Parant               | DVD       |                                |
| mars 2008                                | mars 2014         | Juliette Vilgrain            | DVD       | Directrice d'entreprise        |
| mars 2014                                | mai 2020          | Jean-Pierre Joubert          | DVD       | Cadre                          |
| mai 2020                                 | En cours          | Victor Valente               | DVD       | Gérant de société retraité     |

Le nombre d'habitants, au dernier recensement, étant compris entre 2 500 et 3 499, le nombre de membres du conseil municipal est de 23.

## Équipements et services

### Eau et assainissement
L’organisation de la distribution de l’eau potable, de la collecte et du traitement des eaux usées et pluviales relève des communes. La loi NOTRe de 2015 a accru le rôle des EPCI à fiscalité propre en leur transférant cette compétence. Ce transfert devait en principe être effectif au 1er janvier 2020, mais la loi Ferrand-Fesneau du 3 août 2018 a introduit la possibilité d’un report de ce transfert au 1er janvier 2026,.

#### Assainissement des eaux usées
En 2020, la gestion du service d'assainissement collectif de la commune de Bourron-Marlotte est assurée par la communauté d'agglomération du Pays de Fontainebleau (CAPF) pour la collecte, le transport et la dépollution. Ce service est géré en délégation par une entreprise privée, dont le contrat arrive à échéance le 31 décembre 2021. Le SI de traitement des boues du Val-de-Loing assure le traitement des boues,,.
L’assainissement non collectif (ANC) désigne les installations individuelles de traitement des eaux domestiques qui ne sont pas desservies par un réseau public de collecte des eaux usées et qui doivent en conséquence traiter elles-mêmes leurs eaux usées avant de les rejeter dans le milieu naturel. La communauté d'agglomération Coulommiers Pays de Brie (CACPB) assure pour le compte de la commune le service public d'assainissement non collectif (SPANC), qui a pour mission de vérifier la bonne exécution des travaux de réalisation et de réhabilitation, ainsi que le bon fonctionnement et l’entretien des installations,,.

#### Eau potable
En 2020, l'alimentation en eau potable est assurée par la communauté d'agglomération du Pays de Fontainebleau (CAPF) qui en a délégué la gestion à la SAUR, dont le contrat expire le 31 décembre 2021,.
Les nappes de Beauce et du Champigny sont classées en zone de répartition des eaux (ZRE), signifiant un déséquilibre entre les besoins en eau et la ressource disponible. Le changement climatique est susceptible d’aggraver ce déséquilibre. Ainsi afin de renforcer la garantie d’une distribution d’une eau de qualité en permanence sur le territoire du département, le troisième Plan départemental de l’eau signé, le 3 octobre 2017, contient un plan d’actions afin d’assurer avec priorisation la sécurisation de l’alimentation en eau potable des Seine-et-Marnais. A cette fin a été préparé et publié en décembre 2020 un schéma départemental d’alimentation en eau potable de secours dans lequel huit secteurs prioritaires sont définis. La commune fait partie du secteur Bière.

## Population et société

### Démographie
Les habitants sont appelés les Bourronais-Marlottins.
L'évolution du nombre d'habitants est connue à travers les recensements de la population effectués dans la commune depuis 1793. Pour les communes de moins de 10 000 habitants, une enquête de recensement portant sur toute la population est réalisée tous les cinq ans, les populations de référence des années intermédiaires étant quant à elles estimées par interpolation ou extrapolation. Pour la commune, le premier recensement exhaustif entrant dans le cadre du nouveau dispositif a été réalisé en 2005.

En 2022, la commune comptait 2 782 habitants, en évolution de +0,58 % par rapport à 2016 (Seine-et-Marne : +3,92 %, France hors Mayotte : +2,11 %).
| 1793 | 1800 | 1806 | 1821  | 1831  | 1836  | 1841  | 1846  | 1851  |
| ---- | ---- | ---- | ----- | ----- | ----- | ----- | ----- | ----- |
| 809  | 914  | 921  | 1 057 | 1 211 | 1 257 | 1 202 | 1 221 | 1 282 |

| 1856  | 1861  | 1866  | 1872  | 1876  | 1881  | 1886  | 1891  | 1896  |
| ----- | ----- | ----- | ----- | ----- | ----- | ----- | ----- | ----- |
| 1 185 | 1 190 | 1 234 | 1 201 | 1 178 | 1 280 | 1 283 | 1 245 | 1 275 |

| 1901  | 1906  | 1911  | 1921  | 1926  | 1931  | 1936  | 1946  | 1954  |
| ----- | ----- | ----- | ----- | ----- | ----- | ----- | ----- | ----- |
| 1 301 | 1 377 | 1 372 | 1 383 | 1 455 | 1 484 | 1 492 | 1 542 | 1 941 |

| 1962  | 1968  | 1975  | 1982  | 1990  | 1999  | 2005  | 2006  | 2010  |
| ----- | ----- | ----- | ----- | ----- | ----- | ----- | ----- | ----- |
| 2 407 | 2 276 | 2 417 | 2 325 | 2 424 | 2 737 | 2 850 | 2 858 | 2 712 |

| 2015  | 2020  | 2022  | - | - | - | - | - | - |
| ----- | ----- | ----- | - | - | - | - | - | - |
| 2 767 | 2 768 | 2 782 | - | - | - | - | - | - |

## Économie

### Revenus de la population et fiscalité
En 2018, le nombre de ménages fiscaux de la commune était de 1 159 (dont 69 % imposés), représentant 2 851 personnes et la  médiane du revenu disponible par unité de consommation  de 27 850 euros, le 1er décile étant de 14 470 euros avec un rapport interdécile de 3,9.

### Emploi
En 2018 , le nombre total d’emplois dans la zone était de 626, occupant 1 174 actifs  résidants.
Le taux d'activité de la population (actifs ayant un emploi) âgée de 15 à 64 ans s'élevait à 69,8 % contre un taux de chômage de 6 %.
Les 24,2 % d’inactifs se répartissent de la façon suivante : 11,6 % d’étudiants et stagiaires non rémunérés, 5,8 % de retraités ou préretraités et 6,8 % pour les autres inactifs.

### Secteurs d'activité

#### Entreprises et commerces
En 2019, le nombre d’unités légales et d’établissements (activités marchandes hors agriculture) par secteur d'activité était de 296 dont 12 dans l’industrie manufacturière, industries extractives et autres, 40 dans la construction, 68 dans le commerce de gros et de détail, transports, hébergement et restauration, 10 dans l’Information et communication, 11 dans les activités financières et d'assurance, 11 dans les activités immobilières, 64 dans les activités spécialisées, scientifiques et techniques et activités de services administratifs et de soutien, 47 dans l’administration publique, enseignement, santé humaine et action sociale et 33  étaient relatifs aux autres activités de services.
- Exploitation des Sablières Sifraco ;
- Exploitation des Gazons de Fontainebleau.

En 2020, 36 entreprises ont été créées sur le territoire de la commune, dont 25 individuelles.
Au 1er janvier 2021, la commune ne disposait pas d’hôtel et de terrain de camping.

#### Agriculture
Bourron-Marlotte est dans la petite région agricole dénommée le « Pays de Bière et Forêt de Fontainebleau », couvrant le Pays de Bière et la forêt de Fontainebleau. En 2010, l'orientation technico-économique de l'agriculture sur la commune est la polyculture et le polyélevage.
Si la productivité agricole de la Seine-et-Marne se situe dans le peloton de tête des départements français, le département enregistre un double phénomène de disparition des terres cultivables (près de 2 000 ha par an dans les années 1980, moins dans les années 2000) et de réduction d'environ 30 % du nombre d'agriculteurs dans les années 2010. Cette tendance se retrouve au niveau de la commune où le nombre d’exploitations est passé de 8 en 1988 à 4 en 2010. Parallèlement, la taille de ces exploitations augmente, passant de 30 ha en 1988 à 42 ha en 2010.
Le tableau ci-dessous présente les principales caractéristiques des exploitations agricoles de Bourron-Marlotte, observées sur une période de 22 ans : 
|                                      | 1988 | 2000 | 2010 |
| ------------------------------------ | ---- | ---- | ---- |
| Dimension économique,                |      |      |      |
| Nombre d’exploitations (u)           | 8    | 9    | 4    |
| Travail (UTA)                        | 17   | 23   | 16   |
| Surface agricole utilisée (ha)       | 237  | 197  | 166  |
| Cultures                             |      |      |      |
| Terres labourables (ha)              | 229  | 192  | s    |
| Céréales (ha)                        | 163  | 17   | s    |
| dont blé tendre (ha)                 | 78   | 17   | s    |
| dont maïs-grain et maïs-semence (ha) | 50   |      |      |
| Tournesol (ha)                       | s    |      |      |
| Colza et navette (ha)                | s    | s    | s    |
| Élevage                              |      |      |      |
| Cheptel (UGBTA)                      | 56   | 17   | 0    |

## Culture locale et patrimoine

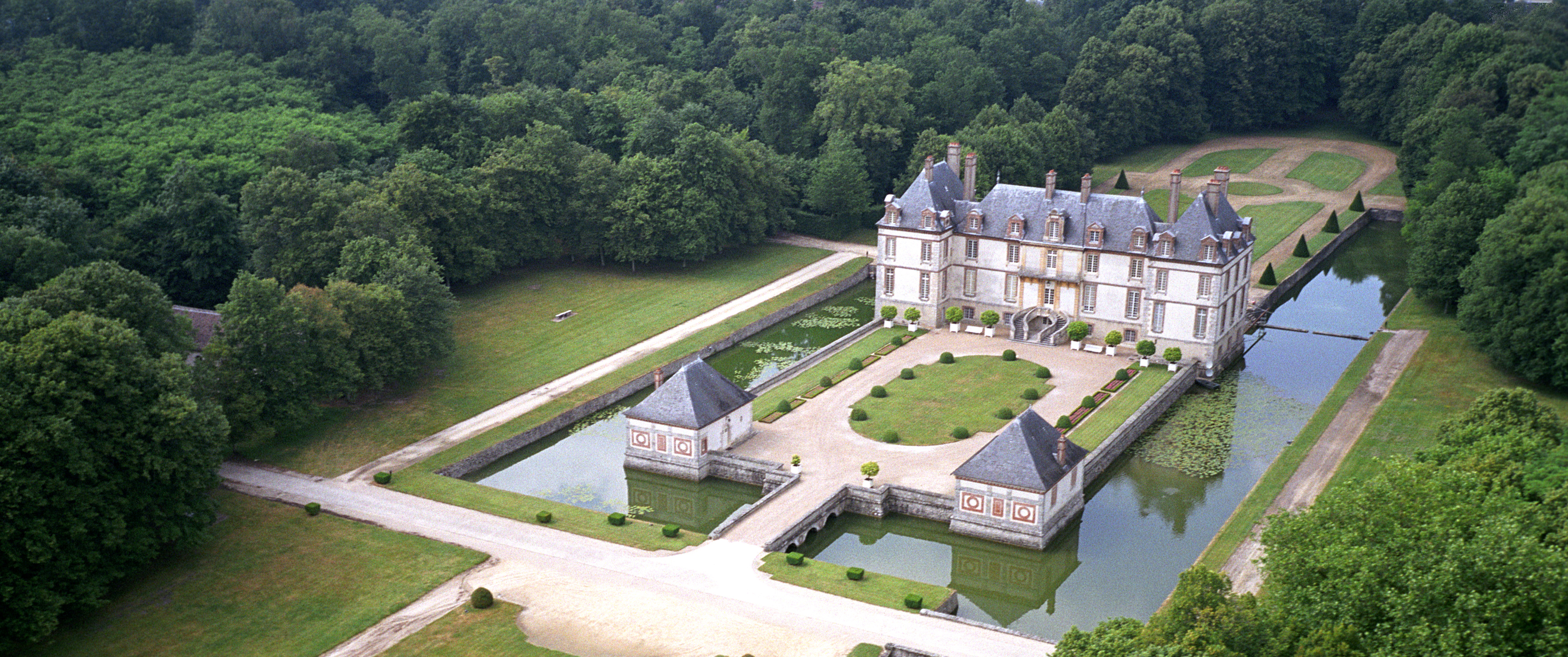
Château de Bourron, vue aérienne.

### Lieux et monuments
- Église Saint-Sévère (XIIe siècle),  Inscrite MH (1926, Transept et nef)[98],[99].
- Château de Bourron (XVIIe siècle),  Classé MH (1971, Façades et toitures du château et des deux pavillons d'angle ; cour d'honneur ; douves avec leur pont ; partie ordonnancée du parc, y compris les deux grandes allées)[100].
- Le musée de la mairie (peintures, gravures, lithographies, dessins et sculptures).

### Personnalités liées à la commune

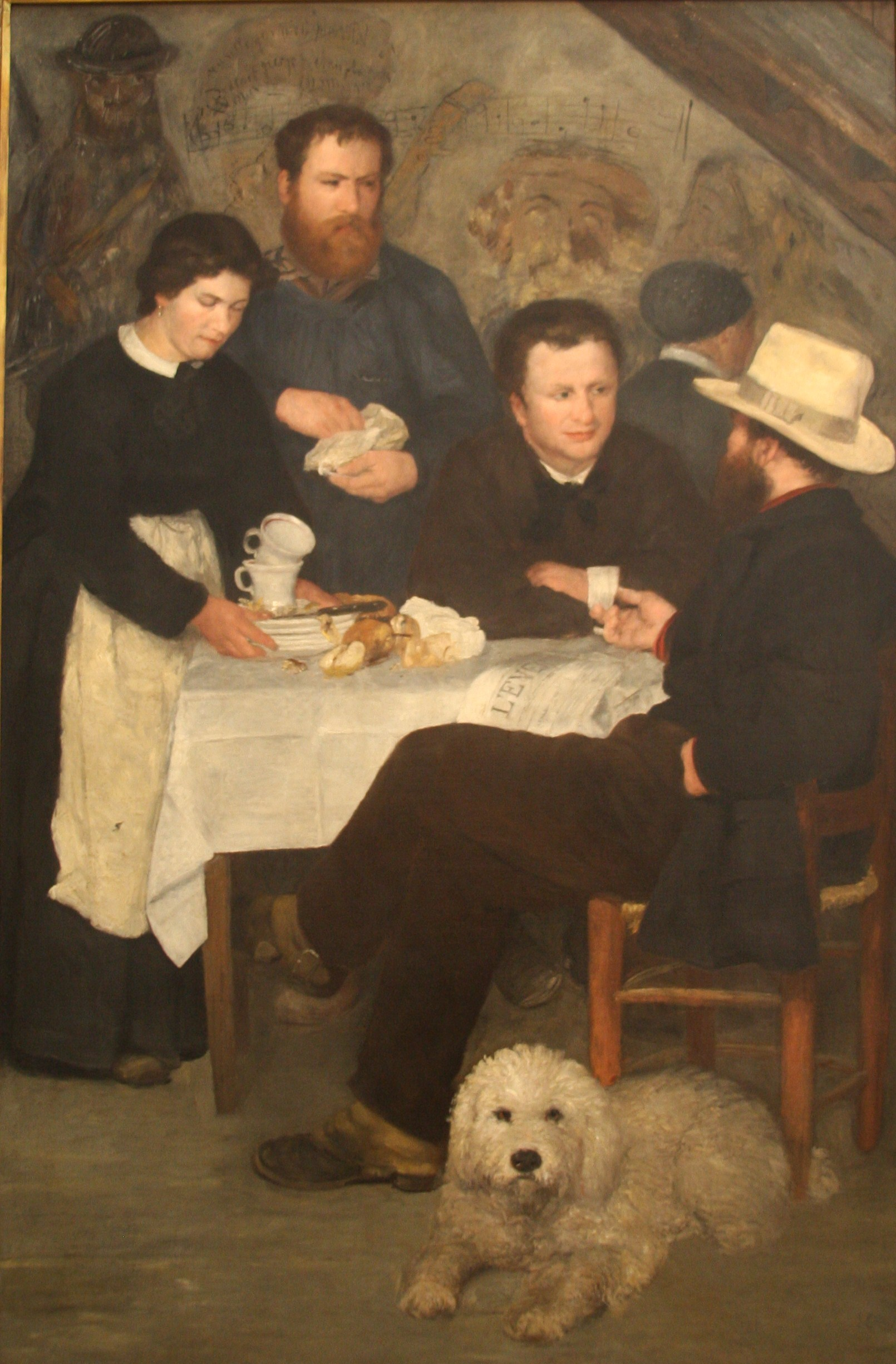
Pierre-Auguste Renoir, Le cabaret de la Mère Antony (1866), Stockholm, Nationalmuseum. Alfred Sisley et Jules Le Cœur sont en arrière-plan, Camille Pissarro de dos, devant un numéro de L'Événement,.

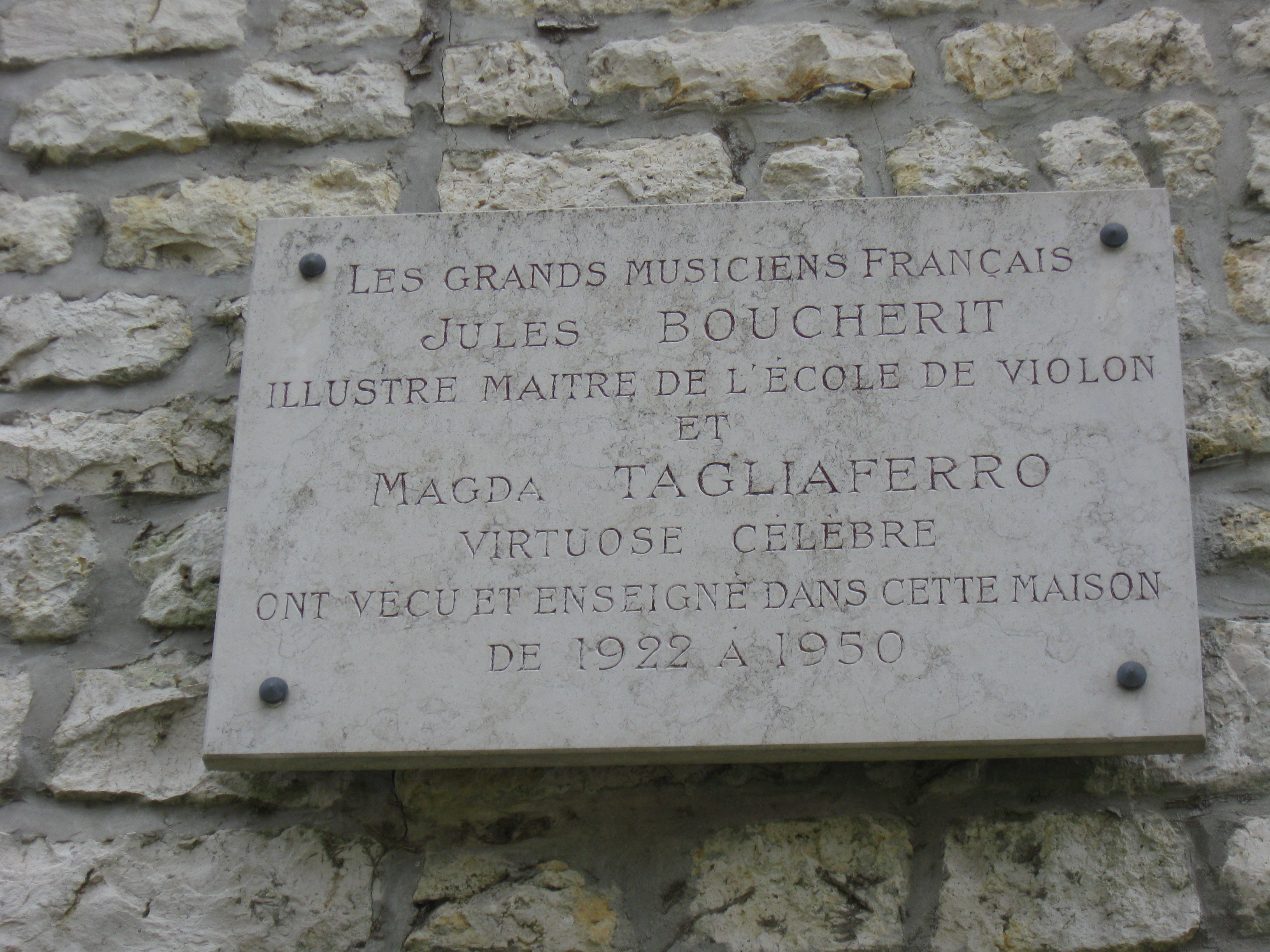
Plaque à Bourron-Marlotte (Seine-et-Marne) indiquant que Jules Boucherit a vécu à cet endroit avec Magda Tagliaferro entre 1922 et 1950.

De nombreux artistes et écrivains ont résidé à Bourron-Marlotte aux XIXe siècle et XXe siècle : 
- Achille Etna Michallon (1796-1822), peintre, y travaille avec son élève Jean-Baptiste Camille Corot en 1821 ;
- Jean-Baptiste Camille Corot (1796-1875), peintre ;
- George Sand (1804-1876), écrivain ;
- Émile-Aubert Lessore (1805-1876), peintre orientaliste et peintre sur faïence. Il est mort dans la commune en 1876 ;
- Alfred de Musset (1810-1857), poète et dramaturge ;
- Giuseppe Palizzi (1812-1888), ami de Corot, Millet, Diaz, il vint en France pour peindre sur le motif en forêt de Fontainebleau, il fut rejoint par ses frères Filippo Palizzi (1818-1899), ainsi que Nicola Palizzi et Francesco Palizzi ;
- Eugène Cicéri (1813-1890), peintre proche de l'École de Barbizon ,
- Célestin Nanteuil (1813-1873), peintre romantique et illustrateur, y est mort en 1873 ;
- Henri Murger (1822-1861), écrivain ;
- Charles-Olivier de Penne (1831-1897), peintre animalier, né à Marlotte où il avait son atelier.
- Auguste Allongé (1833-1898), peintre qui résida dans la rue qui porte son nom, au numéro 37 où il est mort ;
- Alfred Sisley (1839-1899), peintre ;
- Paul Cézanne (1839-1906), peintre ;
- Émile Zola (1840-1902), écrivain ;
- Pierre-Auguste Renoir (1841-1919), peintre ;
- Ferdinand Kreutzer (1847-1916), peintre, y passe ses étés dans sa propriété sise 16 rue Murger (maison La Tour) ;
- Armand Charnay (1844-1916), peintre, a habité au 37 rue Armand-Charnay ;
- Gustave Bloch (1845-1923) , historien, y mourut, Marc Bloch, son fils, historien et résistant, a résidé à Marlotte, au 2 rue Mürger ;
- Cesare-Auguste Detti (1847-1914) ;
- François Thévenot (1856-1943), peintre, y vécut et y mourut ;
- Armand Point (1860-1932), peintre, s'installe à Marlotte en 1890 dans la villa Haute-Claire ;
- Louis Anquetin (1861-1932), peintre, s'y installe en 1894 et devient l'ami d'artistes comme le poète Paul Fort, le poète symboliste américain Stuart Merrill, l'écrivaine Paul Margueritte, l'écrivain Elemir Bourges et le peintre symboliste Armand Point
- Les collectionneurs Atherton Curtis et son épouse Ingeborg Flinch (1870–1943) y vécurent.
- Camille Claudel (1864-1943), sculptrice ;
- Germaine Delbat (1886-1944), comédienne, est inhumée dans le cimetière de la commune ;
- Le violoniste Jules Boucherit (1877-1962) et la pianiste Magda Tagliaferro y ont vécu entre 1922 et 1950 ;
- Jean Gabriel Henri Delavallée (1887-1957), sculpteur, né à Bourron-Marlotte ;
- Paul Rodde (1894-1917), sergent pilote aviateur, figurant au nombre des 182 « as » français de l’aviation, tombé pour la France en 1917, était originaire de Bourron, dont un passage porte le nom ;
- Victor Point (1902-1932), enseigne de vaisseau né dans la commune, fils d'Armand Point.

De nombreux instrumentistes ont également formé une communauté qui se retrouvait régulièrement à Marlotte au début du XXe siècle, parmi lesquels : Alfred Cortot, Arthur Grumiaux et Marguerite Long.

### Atelier de céramiques d'art
En 1902, Aristide-Calixte Bézard (1876-1916) et Émile Mousseux (1866-1941) ancien potier de Georges Delvaux créèrent dans l'ancien local de l'association L'Union artistique de Marlotte ou La Casserole, un atelier de céramiques, le premier décorant les pièces préparées par le second, production semblable à celle de Montigny-sur-Loing. Après la mort prématurée de son associé, Mousseux continua seul à assurer la fabrication jusqu'en 1933, date à laquelle il retourna à Montigny où il ouvrit avec son fils un magasin de cycles et écoula les derniers produits de l'atelier.

### Littérature
Guy de Maupassant place l’action de son roman Notre cœur (3e partie) à Marlotte et dans ses environs

### Cinéma
- 1924 : La Fille de l'eau de Jean Renoir
- 1929 : Le Petit Chaperon rouge d'Alberto Cavalcanti
- 2010 : Yuki et Nina de Nobuhiro Suwa et Hippolyte Girardot

### Héraldique, devise et logotype
| Armes de Bourron-Marlotte | Les armes de la commune se blasonnent ainsi : D'or à la fasce ondée d'azur chargée d'une burelle ondée d'argent, accompagnée en chef de trois losanges accolées, et en pointe d'une clef de sol entravaillée d'un pinceau et d'une plume à écrire passés en sautoir, le tout de gueules. La fasce ondée burelée est mise pour la rivière Loing et la source Saint-Sévère. Les trois losanges accolés proviennent du blason des seigneurs de Bourron. La clé de sol, la plume et le pinceau font référence aux artistes, musiciens et écrivains venus à Bourron-Marlotte. |